# IECEE
L' IECEE és el sistema IEC d'esquemes d'avaluació de la conformitat per a equips i components electrotècnics que és un organisme de la Comissió Electrotècnica Internacional (IEC). L'IEC utilitza el nom IECEE per al Sistema IEC per a les proves de conformitat i la certificació d'equips i components electrotècnics que és més conegut com a sistema CB.
El predecessor de l'IECEE va ser un organisme europeu fundat amb el nom de Commission internationale de réglementation en vue de l'approbation de l'équipement électrique (Comissió internacional de regles per a l'aprovació d'equips elèctrics) coneguda com CEE . Històricament aquest procés de certificació es remunta a l'any 1929 a partir d'una iniciativa de la VDE alemanya (Verband der Elektrotechnik, Elektronik und Informationstechnik).
CEE també va dissenyar i va publicar estàndards per a equips elèctrics, la majoria dels quals han estat substituïts per estàndards IEC.
CEE va publicar una sèrie d'estàndards sota el seu propi nom. La majoria d'aquestes han estat substituïdes per les normes CENELEC i/o IEC.
| CEE va publicar una sèrie d'estàndards sota el seu propi nom. La majoria d'aquestes han estat substituïdes per les normes CENELEC i/o IEC. | Descripció |
| --- | --- |
| CEE 7 | Especificació per a endolls i endolls per a usos domèstics i similars. Això descriu els endolls i endolls d'alimentació de CA d'ús domèstic a moltes parts d'Europa. La segona edició es va publicar l'any 1963 i es va actualitzar per última vegada el març de 1983. Continua disponible a l'IEC, però afirmen que "aquesta norma no s'ha d'utilitzar sola, s'ha d'utilitzar a més de la IEC 60884-1" . |
| CEE 13 | Especificació per a cables aïllats amb clorur de polivinil i cables flexibles. Suplantat per CENELEC HD-21 que va ser adoptat com a IEC 227 i posteriorment actualitzat per la sèrie IEC 60227. |
| CEE 17 | Especificació d'endolls i endolls per a finalitats industrials. Va ser adoptat com a IEC 309 i actualitzat a IEC 60309 el 1999. |
| CEE 22 | Especificació per a acobladors d'aparells per a usos generals domèstics i similars. Es va adoptar com a IEC 320 i es va tornar a connectar més tard a IEC 60320. |